# National Geographic Society
National Geographic Society (v slovenskem prevodu Nacionalno geografsko društvo) je v največje neprofitno izobraževalno geografsko društvo v svetovnem merilu.
Zgodba o društvu National Geographic Society se je začela 13. januarja 1888, ko se je v washingtonskem Cosmos Clubu zbralo 33 izobražencev (geografi, geologi, izumitelji, raziskovalci, učitelji, pravniki, meteorologi, kartografi, biologi, bankirji, ...), da bi se dogovorili o možnostih za organiziranje društva, katerega cilj bi bilo poglabljanje in širjenje znanja geografije. Duhovni vodja skupine je bil Gardiner Green Hubbard, pravnik, finančnik in filantrop, ki je svojemu zetu Alexandru Grahamu Bellu pomagal ustanoviti prvo telefonsko podjetje. Hubbarda so izvolili za predsednika novega društva. Ustanovljeno je bilo dva tedna pozneje, poimenovali pa so ga National Geographic Society.
V istem letu (oktobra 1888) je izšla prva številka revije National Geographic. To je bila drobna, zelo strokovna revija, vezana v platnice rdečkastorjave barve. Razdelili so jo dvestotim ustanovnim članom. Januarja 1896 je National Geographic, ki je do tedaj izhajal neredno, postal mesečnik. Leto kasneje je Gardiner Green Hubbard umrl, na mestu predsednika pa ga je nasledil njegov zet, znanstvenik Alexander Graham Bell. Ta drzni in izvirni mislec in izumitelj, ki so ga zanimala različna znanstvena področja, a svojega pravega poklica – bil je učitelj slušno prizadetih – ni nikoli povsem opustil, je sprejel dve ključni odločitvi, ki sta pomembno vplivali na prihodnost društva. Prvič, odpovedal se je večanju naklade s prodajo v kioskih in ponudil revijo vsakomur, ki je želel postati član društva. Bellova druga pomembna odločitev pa je bila zaposlitev Gilberta H. Grosvenorja (leta 1899), 23-letnega učitelja, ki je s svojim inovativnim vodenjem National Geographic iz revije, polne golih geografskih podatkov, spremenil v sliko o svetu, polno duha in življenja. Grosvenor je od svojih piscev pričakoval svež in napet slog, članke, napisane neposredno in preprosto, da bi si lahko bralec v mislih ustvaril jasne podobe. Njegovo vodilo je bilo bralcem približati svet. Veliki met pa je mlademu uredniku uspel, ko se je odločil, da bo enajst strani januarske številke leta 1905 dopolnil s fotografijami skrivnostnega mesta Lhasa v Tibetu. Ta zgolj fotografska predstavitev je v tistem obdobju pomenila drzno potezo in utrdila Grosvenorjev ugled med bralci. Leta 1920 je postal predsednik društva; opravil je pionirsko delo na področju barvne fotografije in bralcem prvič poročal o vrsti raziskovalnih projektov in odprav. Do leta 1954, ko se je upokojil, je članstvo v društvu poskočilo s 1400 v letu 1899 na več kot dva milijona.
V desetletju po letu 1957, ko ga je kot izdajatelj in predsednik društva nasledil njegov sin Melville Bell Grosvenor, se je število članov povečalo z 2,175.000 na 5,500.000. Grafična podoba revije in uvedba barvne fotografije sta postavili temelje pionirski vlogi revije National Geographic v fotoreportaži. National Geographic je bila prva revija, ki je objavila fotografije živali, posnete ponoči, in množico barvnih fotografij. Prva je tudi objavila fotografije, posnete pod vodo, in imela na naslovnici hologram. Od leta 1959 so se na naslovnici redno pojavljale barvne fotografije. Zaživeli sta tudi knjižna zbirka in televizijska dokumentarna serija, društvo pa je izdalo svoj prvi atlas in prvi globus.
National Geographic Society, društvo, ki je skromno začelo z zborom v Cosmos Clubu, se je tako spremenilo v organizacijo, razširjeno po vsem svetu. Danes ima več kot osem in pol milijonov članov in 40 milijonov bralcev po vsem svetu. Do sedaj je društvo denarno podprlo skoraj 8000 projektov; mnogi od teh pomenijo prave mejnike.
Svojo prvo odpravo je društvo National Geographic Society organiziralo že v letu 1890. Cilj: mejno območje med Kanado in Aljasko; med drugim so odkrili najvišjo kanadsko goro, Mount Logan. Sledila je cela vrsta revolucionarnih projektov – odprava na severni tečaj in polet na južnega, polet z balonom v stratosfero, spust v morske globine s potapljalno napravo. Ameriški arheolog Hiram Bingham je leta 1911 odkril inkovsko mesto Machu Picchu. Francoski raziskovalec morskih globin in snemalec Jacques-Yves Cousteau je naredil revolucijo v raziskovanju morja. Primatologinji in raziskovalki vedenja živali Dian Fossey (ZDA) in Jane Goodall (VB) sta se lotili senzacionalnega proučevanja človeku podobnih opic v njihovem naravnem okolju. Ameriški paleontolog Donald C. Johanson je našel tri milijone let staro okostje Lucy, pramatere človeštva. Oceanolog in raziskovalec morja Robert D. Ballard je izsledil razbitine Titanica. In oktobra 1998 je ameriški astronavt in senator John Glenn pri svojih 77 letih drugič poletel v vesolje.
Slovenski arheolog, etnolog in majanist Ivan Šprajc je edini Slovenec do sedaj, ki je za ponovno odkritje izgubljenega majevskega mesta Oxpemul dobil od društva raziskovalno štipendijo.
Leta 1995 se je National Geographic odločil za prvo mednarodno izdajo, in sicer v japonskem jeziku.
Slovenska izdaja (od leta 2005) je devetindvajseta po vrsti, v njej pa so poleg reportaž z različnih koncev sveta tudi reportaže slovenskih avtorjev in fotografov.